# Subdivision (Prison Break)
Subdivision este al  6-lea episod din sezonul al 2-lea al serialului de televiziune Prison Break.